# Gibson megye (Indiana)
Gibson megye az Amerikai Egyesült Államokban, azon belül Indiana államban található. Megyeszékhelye és legnagyobb városa Princeton. Lakosainak száma 33 011 fő (2020. április 1.).

## Szomszédos megyék
- Knox megye (észak)
- Pike megye (kelet)
- Warrick megye (délkelet)
- Vanderburgh megye (dél)
- Posey megye (délnyugat)
- White megye (nyugat)
- Wabash megye (északnyugat)

## Népesség
A megye népességének változása:
| Lakosok száma | 33 528 | 33 534 | 33 553 | 33 612 | 33 775 | 33 011 |
|               | 2010   | 2011   | 2012   | 2013   | 2015   | 2020   |